# ライフスペース
有限会社ライフスペースは、元は日本の自己啓発セミナー会社。

## 概要
自己啓発セミナー等を主要な事業内容としていたが、次第に変質していき、主宰者高橋弘二がインドのサイババに指名された「シャクティパット・グル」であると自称（サイババはこの件を否定した）するようになったり、「シャクティパット」と称する相手の頭部を手で軽く叩く（叩き続ける）行為で病気を治せるといった主張をするようになる。
成田ミイラ化遺体事件では、高橋弘二に殺人罪での有罪判決が出ている。これは、脳内出血で入院していた男性を連れ出し、適切な治療を受けさせねば死亡する可能性が高いことを知りながらも、適切な治療を受けさせず死亡させたという趣旨の判決である。ただし控訴審は確定的殺意を当初から持ち合わせていたとは考えにくいとして未必の故意を認定し高橋弘二に対し減刑する判決を言い渡した。
この事件は2013（平成25年）における司法試験予備試験の刑法の判例問題に取り上げられている。
その後、高橋弘二は上記のミイラ事件での殺人罪による実刑（懲役7年）を受け、2009年に刑期満了となったが、その関係者が別の関係団体「シャクティー・パット・グル・ファウンディション」（SPGF）を設立、現在は「SPGF RESEARCH（リサーチ）出版」と称して活動を続けているという。

## ルーツと派生団体
ライフスペースは、1983年にライフダイナミックス（2000年解散）から独立して設立された。ライフダイナミックスの大阪支社からは、1993年にもマネージャーが独立してハーモニーを設立し、1987年には受講者だった田舞徳太郎が日本創造教育研究所を設立している。